# Байгузінська сільська рада (Ішимбайський район)
Байгу́зінська сільська рада (рос. Байгузинский сельский совет) — муніципальне утворення у складі Ішимбайського району Башкортостану, Росія. Адміністративний центр — село Кінзебулатово.

## Населення
Населення — 1785 осіб (2019, 1854 в 2010, 1630 в 2002).

## Склад
До складу поселення входять такі населені пункти:
| Населений пункт         | Населення, осіб (2002) | Населення, осіб (2010) |
| ----------------------- | ---------------------- | ---------------------- |
| Аникієвський, присілок  | 18                     | 12                     |
| Байгузіно, присілок     | 447                    | 504                    |
| Большебаїково, присілок | 51                     | 52                     |
| Кашалакбаш, хутір       | 45                     | 58                     |
| Кизил-Юлдуз, присілок   | 15                     | 22                     |
| Кінзебулатово, село     | 950                    | 1058                   |
| Малобаїково, присілок   | 104                    | 148                    |